# Gheorghe Hagi
Gheorghe Hagi, romunski nogometaš in nogometni trener, * 5. februar 1965, Săcele, Romunija.
Hagi je v karieri igral za klube Farul Constanţa, Sportul Studenţesc, Steaua, Real Madrid, Brescia, Barcelona in Galatasaray. 
Za romunsko reprezentanco je nastopil na po treh svetovnih prvenstvih, v letih 1990, 1994 in 1998, in evropskih prvenstvih, v letih 1984, 1996 in 2000. Za reprezentanco je skupno odigral 125 tekem in dosegel 35 golov. Je najboljši strelec romunske reprezentance vseh časov in drugi po nastopih.